# Sjujumbike
Sjujumbike, także Söyembikä, Söyenbikä, cyr. Сөембикә (ur. 1516, zm. po 1554) – tatarska bohaterka narodowa, małżonka chana kasymowskiego (tat. xanbikä) Cangalego, a następnie chana kazańskiego Safy Gireja. Regentka Chanatu Kazańskiego w latach 1549–1551 w imieniu syna Utemysza.

## Życiorys
Była córką nogajskiego szlachcica Josifa baka. W wieku 12 lat została wydana za Cangalego, chana Chanatu kasymowskiego (1533–1535). Małżeństwo doprowadziło do zbliżenia Nogajczykami a mieszkańcami Chanatu Kasymowskiego. Sjujumbike miała wpłynąć na męża, by skupił się na sprawach chanatu i jego niezależności, a nie poddawał się wpływom Moskwy. Związek był wyrazem próby zjednoczenia plemion tatarskich w obliczu rosnącej potęgi Moskwy.
W 1535 Sjujumbike poślubiła władcę Chanatu Kazańskiego Safę Gireja(1536–1549), brata pierwszego męża, który zginął w wyniku buntu poddanych. W 1549 została regentką w imieniu dwuletniego syna, kazańskiego chana Utemysza Gireja.
W 1551 po częściowym podboju Chanatu Kazańskiego przez Iwana Groźnego została wraz z synem przymusowo zawieziona do Moskwy. Po 1553 wydano ją za Szejcha Alego, narzuconego przez Rosję chana Tatarów kasymowskich i kazańskich. Ostatnie informacje na temat Sjujumbike zawiera list Iwana Groźnego ze stycznia 1554.
Data śmierci i miejsce pochówku Sjujumbike są nieznane. Podobno w ostatnich latach życia mieszkała w Kasimowie, gdzie zmarła. Historyk Anatolij Szejkin twierdzi, że ostatnie lata życia spędziła w pobliżu dzisiejszej wsi Wilja (obwód niżnonowogrodzki), gdzie mieszkała pod opieką Czuraj Batyra. W Kasimowie w Mauzoleum Szejcha Alego znaleziono bezimienny nagrobek, który może być miejscem pochówku Sjujumbike.
Jest bohaterką narodową Tatarstanu. Porównuje się ją do Joanny d'Arc. Jest symbolem wolności i niepodległości Tatarów, matką narodu.

## Legenda

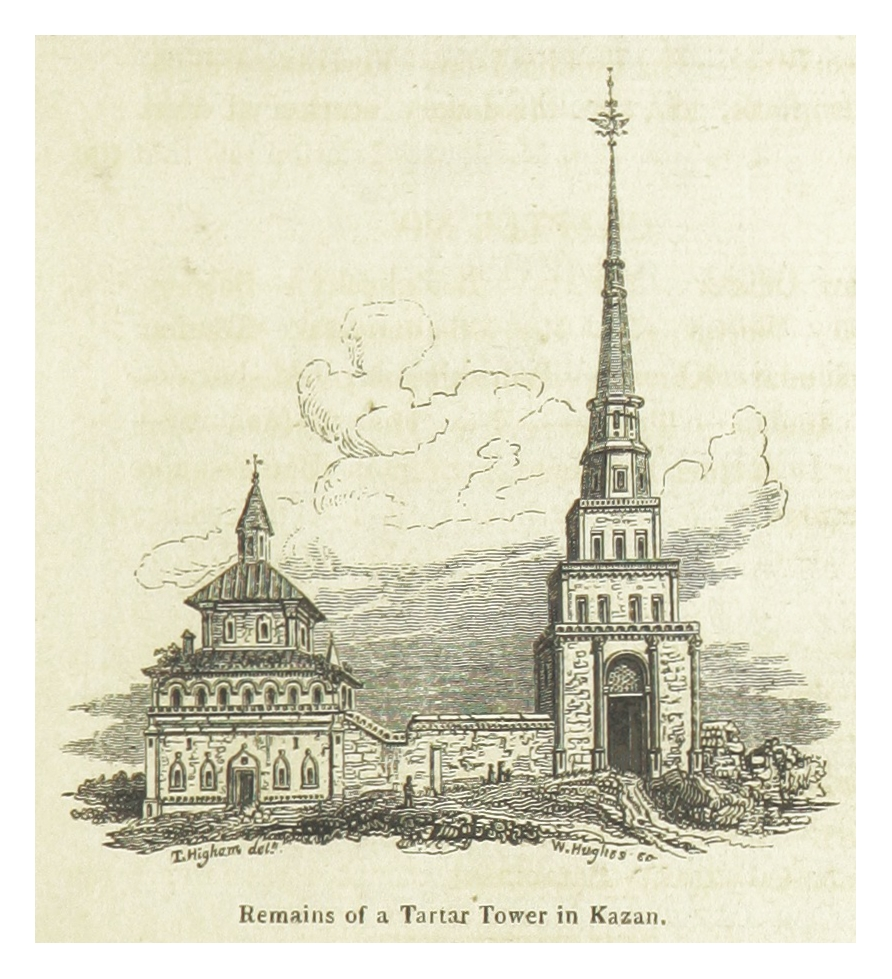
Wieża Sjujumbike na rycinie z 1825

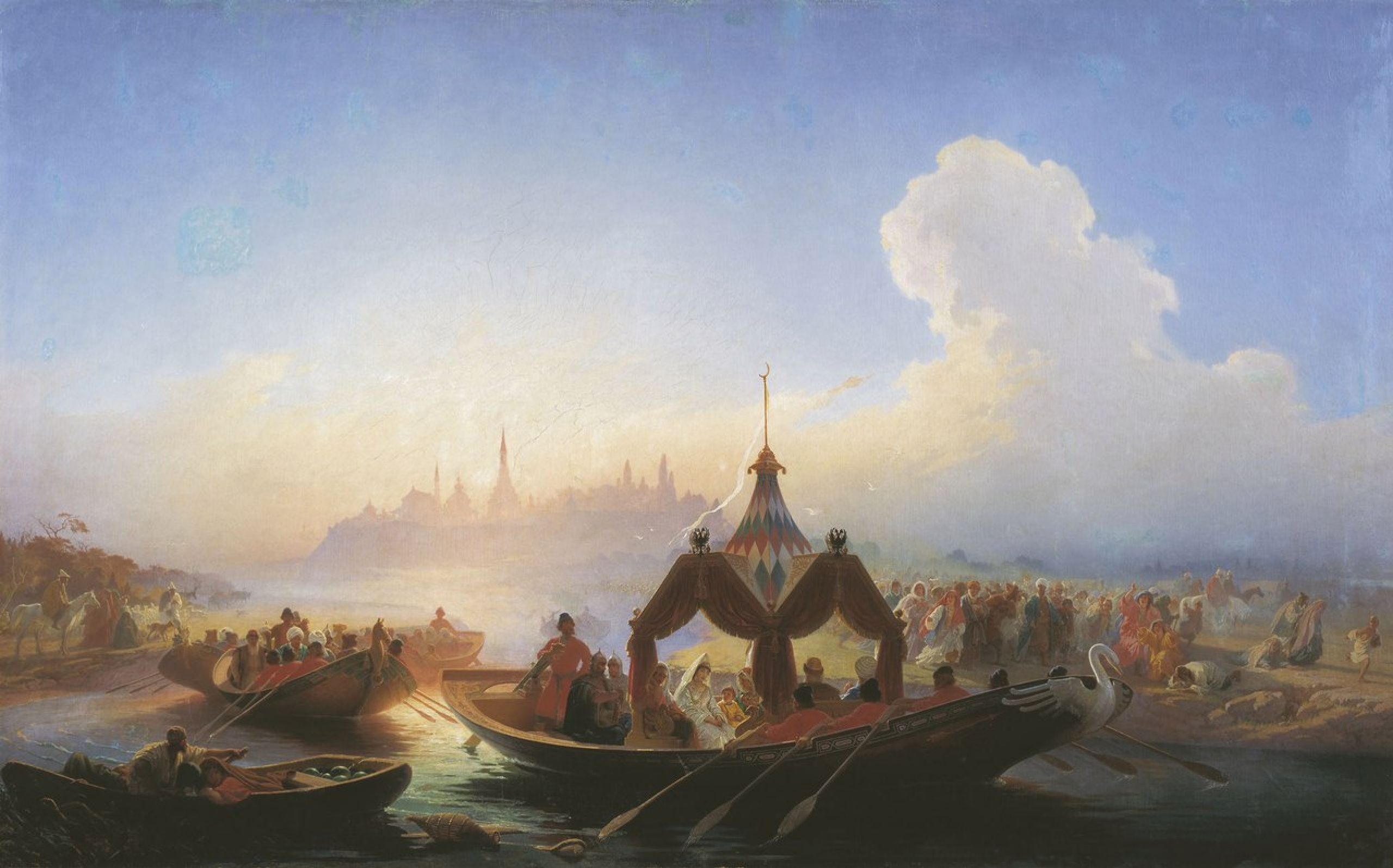
Uprowadzenie Sjujumbike, obraz Wasilija Chudiakowa z 1870

O Sjujumbike opowiada legenda o wieży w Kazaniu, nazwanej jej imieniem. Opowieść zaczęła się szerzyć w I poł. XIX wieku. Legenda głosi, iż wieża miała zostać wzniesiona w 1552 po zdobyciu Kazania przez cara, w ciągu siedmiu dni. Car postanowił pojąć Sjujumbike za żonę, liczył, że w ciągu tygodnia zgodzi się na związek. Sjujumbike miała rzucić się z wieży, by uniknąć małżeństwa. Podobno zobaczyła z oddali Kazań i doznała załamania nerwowego. Według innej wersji legendy Sjujumbike zbudowała wieżę po śmierci Safy Gireja dla uczczenia pamięci męża. Nazwa wieży nawiązująca do Sjujumbike upowszechniła się później i najpierw wśród Rosjan. Żadna z wersji legendy nie ma oparcia w faktach.

## Upamiętnienie
W 1870 rosyjski malarz Wasilij Chudiakow stworzył obraz Uprowadzenie Sjujumbike. Artysta Iljas Fajzullin namalował dwa obrazy przedstawiające kazańską regentkę: jeden, ukazujący ją jako władczynię Kazania, prezentowany na kazańskim kremlu oraz drugi, przedstawiający ją w niewoli u Iwana Groźnego, wystawiony w Muzeum Narodowym Republiki Tatarstanu.
Jedna z alei w mieście Nabierieżnyje Czełny oraz ulica w Niżniekamsku nosi imię Sjujumbike.
W Kazaniu ukazuje się miesięcznik dla kobiet „Syuyumbike”. Jest jedynym czasopismem po tatarsku, który rozprowadza się w całej Rosji i za granicą. 
O Sjujumbike wspomina wiersz Miłemu i Siostro moja, Sjujumbike Marty Cywińskiej( Marty Moldovan-Cywińskiej) oraz pogłębiona analiza jej autorstwa
W 2012 powstał historyczny film przygodowy „Сокровища О. К.”, w którym pojawia się Sjujumbike.
W 2015 pojawił się pomysł wystawienia w Kasimowie pomnika Sjujumbike. W 2016 ogłoszono konkurs na najlepszy projekt. W kolejnym roku zwycięzcą ogłoszono rzeźbiarza z Petersburga, Wieniamina Sidorienkę. Od 2019 prowadzono zbiórkę społeczną, która wraz z dofinansowaniem od władz obwodu riazańskiego pozwoliła na przygotowanie placu, który społeczność Kasimowa zaczęła nazwać placem Sjujumbike. W końcu maja 2022, tydzień przed zaplanowaną uroczystością odsłonięcia pomnika (w ramach 1100 rocznicy przyjęcia islamu), grupa przywódców rosyjskich prawosławnych organizacji społecznych skierowała do prezydenta Rosji Władimira Putina list wyrażający oburzenie gloryfikacją Sjujumbike, uważaną przez nich za symbol antyrosyjskiego separatyzmu i wroga Rosji. Do apelu dołączyła grupa tzw. prawosławnych Tatarów z Moskwy. Temat pojawił się także na lokalnych kanałach w serwisie Telegram, gdzie twierdzono, że pomysłu nie konsultowano ze społecznością Kasimowa, która nie chce pomnika „tatarskiego Bandery”, a Kasimow „zamienia się w ziemię, dzielnicę (dosł. wotczinę) chanatu kazańskiego”. Sprawa odbiła się echem w całym kraju. Ostatecznie pomnik stanął w wyznaczonym miejscu 6 czerwca 2022. Odsłonięto go 10 czerwca 2022. Wydarzenie nie wywołało protestów w Kasimowie. Obrońcy pomysłu podkreślają, że pomnik upamiętnia kobietę, która łączy Kazań, Kasimow i Moskwę. Pomnik ma 3 m wysokości i jest odlany z brązu. 